# 非可持續漁業方法
非可持續漁業方法（英語：Unsustainable fishing methods）泛指所有並不符合長時期可持續漁業發展的漁獲濫捕方法。這些方法會被認為屬於濫捕，通常都因為這些方法會威脅魚群的生存，又或會威脅魚群生活的環境，令到生態受損。常見的例子有：爆破捕鱼、电力捕鱼、甚至在發展中國家常見的投毒捕魚。
在西方社會，使用拖網捕魚被認為會破壞海床生態，被主流海洋環境保護者認為屬於「非可持續漁業方法」。除此之外，其他未經通報及未經規範的捕魚行為都屬於非可持續漁業方法。

## 相關法例
- 《中华人民共和国渔业法》第三十条规定：“禁止使用炸鱼、毒鱼、电鱼等破坏渔业资源的方法进行捕捞”[4][5]；《中华人民共和国刑法》：“对违反保护水产资源法规，在禁渔区、禁渔期或者使用禁用工具、方法捕捞水产品，情节严重的，处三年以下有期徒刑、拘役、管制或罚金”[6]。
- 《中華民國漁業法》第48條非經核准不得使用之採捕方法：採捕水產動植物，不得以左列方法為之：三、使用電氣或其他麻醉物。

## 參看
- 漁業對環境的影響（英语：Environmental impact of fishing）